# John Fahlroth
John Hugo Siggardt Fahlroth, född den 22 juli 1870 i By församling, Kopparbergs län, död den 21 juli 1936 i Falun, var en svensk ämbetsman. Han var far till Tom Fahlroth.
Fahlroth blev student vid Uppsala universitet 1888 och avlade examen till rättegångsverken där 1893. Han blev extra ordinarie landskanslist i Västernorrlands län 1897, extra länsnotarie i Kopparbergs län 1902, andre länsnotarie där 1909, förste länsnotarie 1916, länsassessor 1917 och landssekreterare 1922. Fahlroth blev riddare av Nordstjärneorden 1927 och kommendör av andra klassen av samma orden 1936.